# Ванемуйне (театр)
«Ва́немуйне» (эст. Vanemuine) — театр в Тарту, Эстония. Это первый театр, в котором представления давались на эстонском языке. Назван в честь эстонского божества.

## История создания
Основан как Общество Ванемуйне (Vanemuise Selts) 24 июня 1865 года, следуя идее Йохана Вольдемара Янсена. В 1869 году при поддержке Общества Ванемуйне в Тарту прошёл первый Эстонский праздник песни под руководством Давида Отто Виркхауса. 24 июня 1870 года, в пятую годовщину общества, была представлена пьеса Лидии Койдулы «Кузина из Сааремаа» (эст. Saaremaa Onupoeg), положив начало Эстонского национального театра и театра «Ванемуйне». С 1878 по 1903 год театр возглавлял Аугуст Вийра.
В 1910 году на сцене этого театра состоялся театральный дебют первой профессиональной эстонской актрисы Лийны Рейман.
Изначально театр находился в здании на улице Яма. Это здание было разрушено огнём в 1903 году. Новое здание, спроектированное Армасом Линдгреном, было открыто в 1906 году на улице Айя (сейчас известна как улица Ванемуйзе). После открытия нового здания театр возглавил Карл Меннинг и оставался его руководителем до 1914 года.

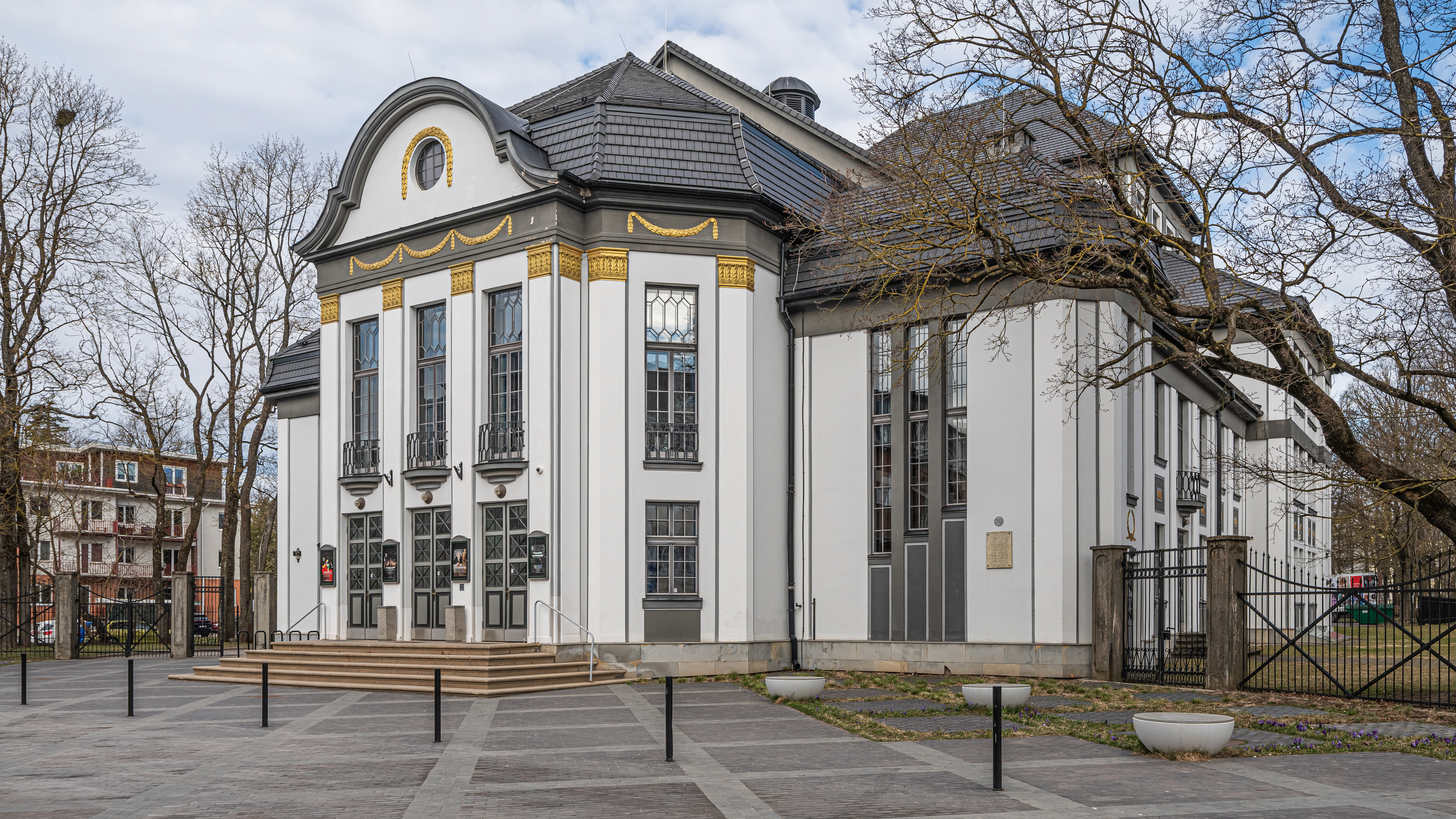
«Маленький дом» Ванемуйне

В 1944 году, во время Второй мировой войны, здание полностью сгорело. Театр переехал в здание бывшего Немецкого театра Тарту, который сейчас является частью театра Ванемуйне и известен как «маленький дом». На старом месте было построено и в 1967 году открыто новое здание (с изменённым дизайном) с залом на 682 человека, сейчас известное как «большой дом». Концертный зал (842 места) был открыт в 1970 году. «Маленький дом» был уничтожен пожаром в 1978 году и восстановлен в 1991 году.
В 1956 году театр был награждён орденом Трудового Красного Знамени.

## Известные артисты труппы
Маргарита Войтес (с 1964 года)

Каарел Кирд (1939—1940 годах — певец хора, в 1940—1941, 1944—1948, 1949—1950 и 1955—1986 годах — художественный руководитель и главный режиссёр)

Эпп Кайду (с 1940 года - актриса, с 1947 года - режиссёр)

Антс Лаутер (с 1951 по 1958, с 1953 по 1955 — главный режиссёр)

Эльза Маазик (с 1935 года)

Вольдемар Пансо

Альфред Ребане (1934 по 1935)

Пауль Руубель (1944–1950 и 1959-1965)

Айно Тальви (с 1929 года)

Кург Вамбола (с 1918 по 1959 год)

Хейкки Харавеэ (с 1960 по 2003 год)

Хеленд Пеэп (с 1946 по 2001 год)

Юнгхольц, Карл Хансович (c 1907 по 1908 год)

Эйнари Коппель (с 1958 по 1973 год)

Ильмар Таммур (с 1944 по 1946 год, здесь поставил свой первый спектакль в качестве режиссёра)

Тоомас Тонду (с 1912 года)